# Zagłada przytułków nowomiejskich

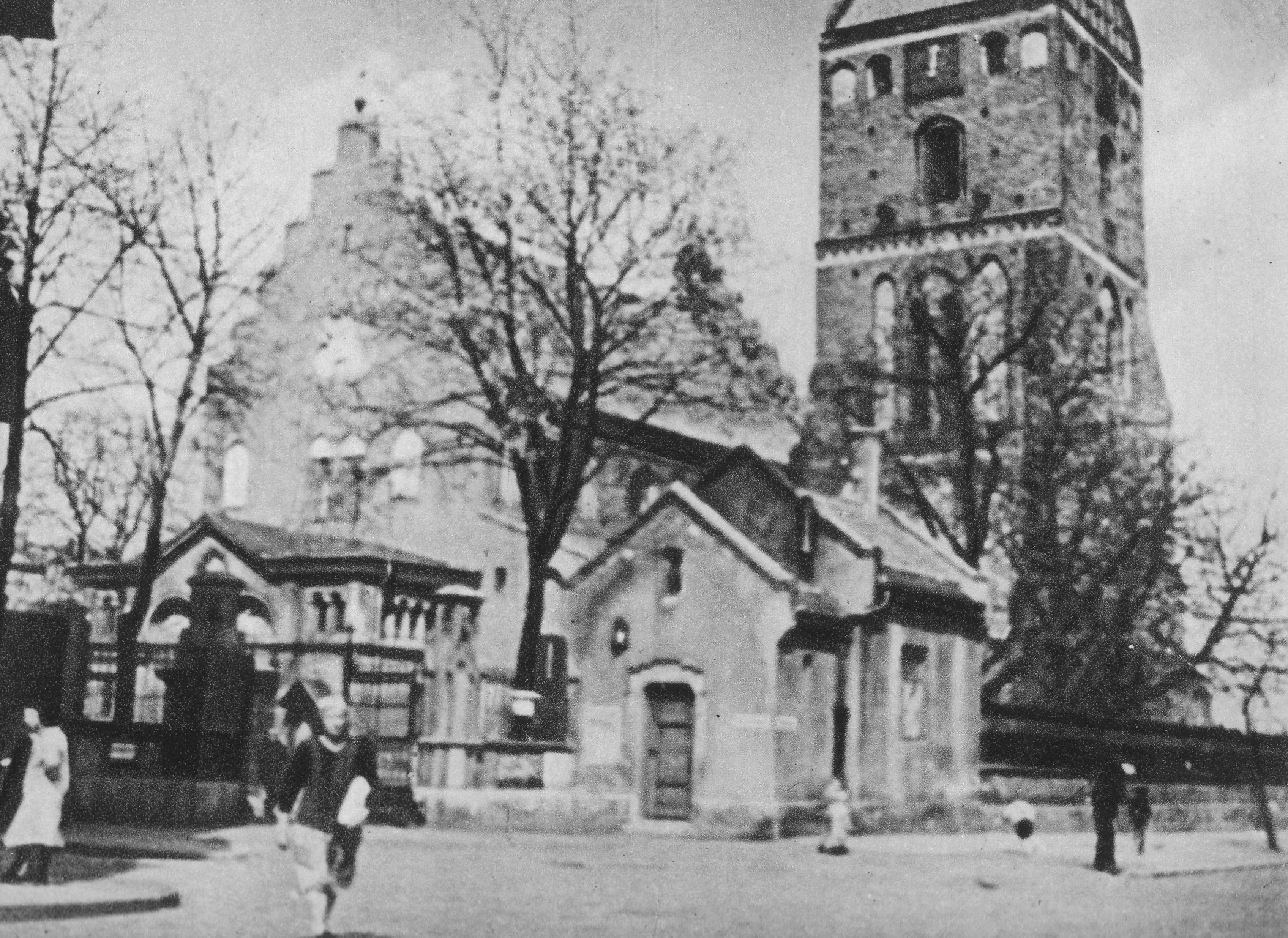
Kościół Nawiedzenia Najświętszej Marii Panny przed 1939

Zagłada przytułków nowomiejskich – masakra pensjonariuszy zakładów opiekuńczych na warszawskim Nowym Mieście, dokonana przez Niemców w trakcie tłumienia powstania warszawskiego. 
W dniach 29 i 31 sierpnia 1944 żołnierze Grupy Bojowej „Reinefarth” zamordowali kilkuset starców i osoby niepełnosprawne zamieszkujące w przytułkach przy ulicach Franciszkańskiej, Zakroczymskiej i Przyrynek. Blisko 80 najbardziej niedołężnych pensjonariuszy zamordowano jeszcze na terenie przytułków, większość pozostałych – w garbarni Pfeiffera na Woli.

## Zagłada przytułku przy ulicy Przyrynek

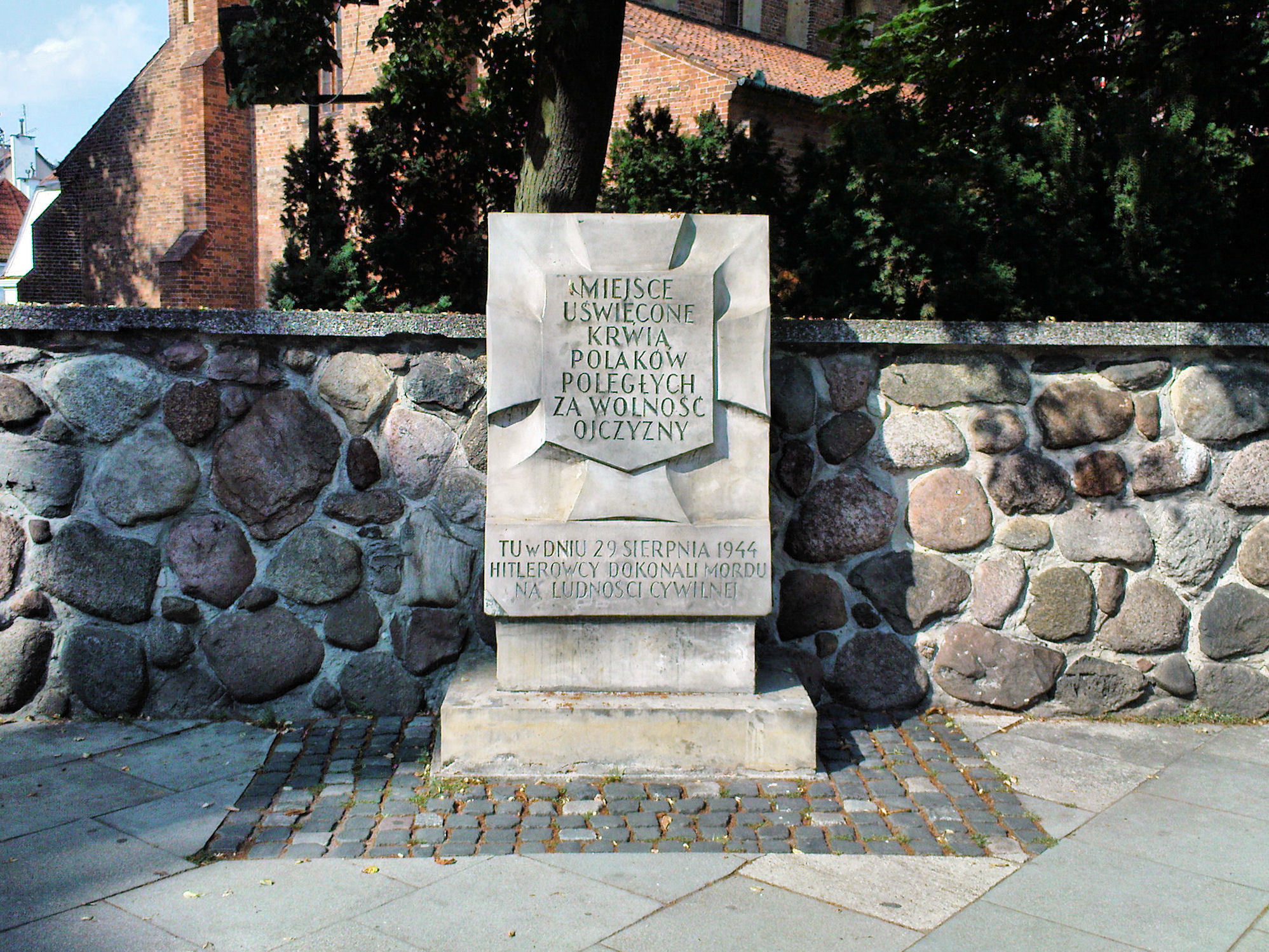
Tablica upamiętniająca zamordowanych na terenie kościoła Nawiedzenia NMP

29 sierpnia 1944 był już dziesiątym dniem niemieckiego szturmu na Stare Miasto. Mimo zaciekłego oporu stawianego przez żołnierzy Grupy AK „Północ” oddziały niemieckie coraz silniej zacieśniały obręcz wokół staromiejskiego kotła, stopniowo wypierając powstańców z kolejnych kwartałów dzielnicy. Tego dnia najbardziej zacięte walki miały miejsce na Nowym Mieście, gdzie Niemcom udało się opanować kwartał domów pomiędzy ulicami Wójtowską, Zakroczymską i Przyrynek oraz przejściowo wyprzeć powstańców z kościoła Nawiedzenia Najświętszej Marii Panny. W ręce Niemców wpadł wówczas zakład opiekuńczy dla kobiet pod wezwaniem św. Ducha i Panny Marii, prowadzony przez siostry szarytki (ul. Przyrynek 4). Na terenie przytułku przebywało w tym czasie blisko 150 pensjonariuszek (80-90 staruszek oraz 50-60 niepełnosprawnych dziewcząt), 9 sióstr-opiekunek, a także grupa cywilnych uchodźców (razem ok. 200 osób). 
W owym czasie Niemcy nie dokonywali już masowych rzezi ludności cywilnej jak to miało miejsce w pierwszych dniach powstania. Od 12 sierpnia pochwyconych warszawiaków Niemcy kierowali do obozu przejściowego w Pruszkowie, a stamtąd do obozów koncentracyjnych, na roboty przymusowe do Niemiec lub w głąb Generalnego Gubernatorstwa. Oddziały niemieckie wciąż obowiązywał jednak rozkaz likwidacji wszystkich wziętych do niewoli powstańców. Ponadto jeszcze na terenie miasta Niemcy przeprowadzali „selekcję” uchodźców, której celem była likwidacja rozmaitych kategorii ludności – m.in. osób niezdolnych do pracy, a więc rannych, chorych lub niedołężnych. „Wyselekcjonowane” osoby mordowano od razu na punktach zbornych lub kierowano do garbarni Pfeiffera przy ul. Okopowej 58 na Woli, gdzie funkcjonariusze tzw. Einsatzkommando der Sicherheitspolizei Kampfgruppe Reinefarth urządzili główny punkt likwidacji „osób niepożądanych”.
Według tego schematu Niemcy przeprowadzili wysiedlenie ludności z opanowanych kwartałów Nowego Miasta. Pochwyconych cywilów spędzili wśród gwałtów i grabieży do szkoły na Stawkach. Z zakładu przy ul. Przyrynek wypędzono wówczas zakonnice i uchodźców oraz wszystkie pensjonariuszki, które były w stanie poruszać się o własnych siłach. Osiemnaście najbardziej zniedołężniałych staruszek SS-mani kazali pozostawić na terenie zakładu, zapowiadając przy tym: „my się nimi zaopiekujemy”. W rzeczywistości pozostawione kobiety zgromadzono w kaplicy przytułku i tam wymordowano za pomocą granatów. Ponadto kilkanaście innych pensjonariuszek Niemcy zamordowali jeszcze na terenie Nowego Miasta – w gmachu kościoła pw. Nawiedzenia NMP.
Pozostałe pensjonariuszki zgromadzono wraz z resztą cywilów w szkole na Stawkach. Następnego dnia wszystkich uchodźców przetransportowano samochodami ciężarowymi lub pognano pieszo do garbarni Pfeiffera na Woli. Na miejscu Niemcy przeprowadzili „selekcję”, w trakcie której oddzielili staruszki i niepełnosprawne dziewczęta od reszty uchodźców. Do pensjonariuszek przytułku dołączyło wówczas osiem sióstr szarytek, które nie chciały opuszczać swoich podopiecznych. Pod koniec dnia zdolnych do marszu cywilów zaprowadzono do kościoła św. Wojciecha przy ul. Wolskiej. Po staruszkach, niepełnosprawnych dziewczętach i ich opiekunkach ślad zaginął. Wedle wszelkiego prawdopodobieństwa zostały rozstrzelane w okolicach garbarni Pfeiffera, a ich ciała spalono.
Śmierć staruszek z przytułku przy ul. Przyrynek upamiętnia tablica pamiątkowa Tchorka umieszczona przy murze kościoła pw. Nawiedzenia NMP.

## Masakra w zakładach przy ul. Franciszkańskiej i ul. Zakroczymskiej
31 sierpnia miał miejsce poważny kryzys obrony Starego Miasta. W trakcie nieudanej próby przebicia do Śródmieścia (noc z 30 na 31 sierpnia) oddziały powstańcze poniosły bardzo poważne straty, podupadło również morale. Co gorsza, w trakcie przygotowań do akcji przebicia większość oddziałów Grupy „Północ” opuściła dotychczasowe stanowiska bojowe, pozostawiając na barykadach jedynie słabe ariergardy. Niemcy nie zorientowali się wystarczająco szybko, iż obrona Starego Miasta uległa przejściowej dezorganizacji, co uratowało powstańców przed całkowitą klęską. Niemieckie natarcie rozpoczęte w godzinach popołudniowych przyniosło jednak obrońcom Starówki poważne straty terytorialne – przede wszystkim na Nowym Mieście. Utracono wówczas m.in. ul. Sapieżyńską (w tym zabudowania zakładów „Polskiego Fiata”), ul. Zakroczymską aż do wylotu ul. Freta, ul. Kościelną, a także kościół św. Franciszka.
Na opanowanym przez Niemców terenie znajdowały się dwa przytułki prowadzone przez  Siostry Rodziny Marii – Zakład św. Józefa przy ul. Zakroczymskiej 1, gdzie przebywało ok. 250 staruszek oraz zakład dla mężczyzn przy ul. Franciszkańskiej 6A, gdzie przebywało ok. 150 starców. Niemcy, a właściwie żołnierze wschodnich formacji kolaboracyjnych (nazywani przez cywilów „Mongołami”), rozkazali zakonnicom opuścić przytułki i zabrać ze sobą zdolnych do marszu pensjonariuszy. W zakładzie przy ul. Franciszkańskiej zamordowali ok. 20 najbardziej niedołężnych starców. Z kolei w przytułku przy ul. Zakroczymskiej zamordowali w łóżkach ok. 11 niezdolnych do marszu pensjonariuszek, jak również kilkunastu starców przyprowadzonych uprzednio z zakładu przy ul. Franciszkańskiej.
Zdolni do marszu pensjonariusze z obydwu przytułków – podobnie jak ich opiekunki oraz mieszkańcy zajętych przez wroga kwartałów Nowego Miasta – zostali spędzeni do hal „Polskiego Fiata” przy ul. Sapieżyńskiej, a następnie do gmachu szkoły przy Parku Traugutta. Część wysiedleńców skierowano także do magazynów na Stawkach. W każdym z tych miejsc Niemcy przeprowadzali „selekcję” uchodźców. Większość pensjonariuszy przytułków (wraz z niektórymi opiekunkami oraz rannymi cywilami) załadowano na samochody ciężarowe, które rzekomo miały odwieźć do szpitala osoby nie będące w stanie poruszać się o własnych siłach. W rzeczywistości wszystkich odwieziono do garbarni Pfeiffera i tam zgładzono. Z zeznań świadków wynika, iż likwidację przytułku przy ul. Franciszkańskiej przeżyło zaledwie 5 starców.
Łącznie poniosło śmierć ponad 500 pensjonariuszy zakładów opiekuńczych zlokalizowanych na Nowym Mieście. Część z nich zginęła na skutek bombardowań, a pozostali z rąk żołnierzy Grupy Bojowej „Reinefarth”. Była to jedna z największych zbrodni popełnionych przez Niemców podczas dwutygodniowej bitwy o Stare Miasto. 

## W kulturze
Rozważaniom na temat przyczyn, dla których Niemcy wymordowali bezbronnych i nie stwarzających zagrożenia starców z nowomiejskich przytułków, poświęcony jest jeden z rozdziałów książki Jarosława Marka Rymkiewicza Kinderszenen.